# Lyons (Colorado)
Pour les articles homonymes, voir Lyons.
Lyons est une ville américaine située dans le comté de Boulder dans le Colorado.
Selon le recensement de 2010, Lyons compte 2 033 habitants. La municipalité s'étend sur 1,25 milles carrés (3,24 km2).
La ville aurait été nommée en l'honneur de Carrie Lyons.

## Démographie
| 1890 | 1900 | 1910 | 1920 | 1930 | 1940 |
| ---- | ---- | ---- | ---- | ---- | ---- |
| 574  | 547  | 632  | 570  | 567  | 654  |

| 1950 | 1960 | 1970 | 1980  | 1990  | 2000  |
| ---- | ---- | ---- | ----- | ----- | ----- |
| 689  | 706  | 958  | 1 137 | 1 227 | 1 585 |

| 2010  | - | - | - | - | - |
| ----- | - | - | - | - | - |
| 2 033 | - | - | - | - | - |